# Гвоздика иглолистная
Гвозди́ка иглоли́стная (лат. Diānthus aciculāris) — вид рода Гвоздика семейства Гвоздичные.

## Ботаническое описание
Многолетник, стержнекорневой, поликарпический подушковидный полукустарничек
Надземные побеги плагиотропные, радиально расходятся от основания главного корня, а в последующем приподнимающиеся. Вегетативные побеги многочисленные, высотой 10—30 см, образующие плотную розетку — подушку.
Листья жёсткие игловидные (отсюда название вида), длиной 1,5—3 см, шириной 1 мм, почти трёхгранные, острые.
Соцветие метельчато-щитковидное. Число цветков на побеге может быть от одного до нескольких десятков, чаще — один-два. Чашечка длинная, узкоцилиндрическая, зеленоватая с острыми ланцетовидными зубцами. Цветки крупные, белые, с пятью лепестками, душистые. Пластинка лепестков обратнояйцевидной формы с хорошо выраженным ноготком, на верхней стороне с волосками, до 1/3 или глубже бахромчато надрезанная на линейные доли. Андроцей состоит из 10 тычинок, расположенных в два круга (по 5 тычинок в каждом). Гинецей ценокарпный, состоит из 4 плодолистиков. Семяпочки располагаются на семяносце, в центре завязи. Завязь верхняя. Число столбиков равно двум. Цветки характеризуются однократным распусканием венчика, который относится к хазмогамному типу.
Для гвоздики иглолистной характерна гинодиэция. Обоеполые цветки в полтора раза крупнее тычиночных цветков. У обоеполых цветков число лепестков постоянное, всегда равно 5, а у пестичных цветков их может быть 4 или 5. Пестики обоеполых и пестичных цветков по размерам отличаются слабо; разница между длиной столбика и рылец у обоеполых и пестичных цветков незначительна. Между пестичными и обоеполыми цветками имеются отличия и в форме завязиː у первых её верхушка заострённая, у вторых более плоская. Иногда у обоеполых особей встречаются переходные цветки. Тычинки у них в разной степени редуцированы. По размерам эти цветки занимают промежуточное положение между пестичными и обоеполыми. У обоеполых цветков резко выражена протерандрия. При их распускании сначала появляются 5 тычинок наружного круга околоцветника, а затем 5 тычинок внутреннего круга.
Цветки обеих половых форм распускаются одновременно. Фаза бутонизации начинается в середине мая, фаза цветения начинается в первой декаде июне и заканчивается в третьей декаде июля (длится 40-47 дней).
Плод — многосесемянная, верхняя лизикарпная, двучленная коробочка с оболочкой, вскрывающаяся несовершенно, дизъюктивно-дорсально. Начало плодоношения приходится на третью декаду июня.

## Распространение и среда обитания
Гвоздика иглолистная — эндемик Южного Урала, занесена в Красную книгу Республики Башкортостан (2001) с категорией редкости III — редкий вид.
Распространена по территории прерывисто, так как она тесно связана с каменистым субстратом и продуктами выветривания различных пород.
Произрастает в каменистых степях и на известняковых скалах по берегам рек. Входит в состав ценофлоры петрофильных степей (класс Festuco-brometea Br.-Bl. et R. Tx., 1943).

## Консортивные связи
По способу опыления гвоздика иглистая относится к энтомофильным растениям. Белые цветки, хорошо заметны ночью, опыляются вечерними и ночными бабочками (из семейств Noctidae и Sphingidae).

## Значение и использование
Рекомендуется для культивирования как декоративное растение, обладающее приятным ароматом крупных белых цветков, густыми подушковидными дерновинками, обильным и продолжительным цветением. Перспективен для использования в озеленении садово-парковых ландшафтов. По сроку цветения вид раннелетний.